# Mythologie française

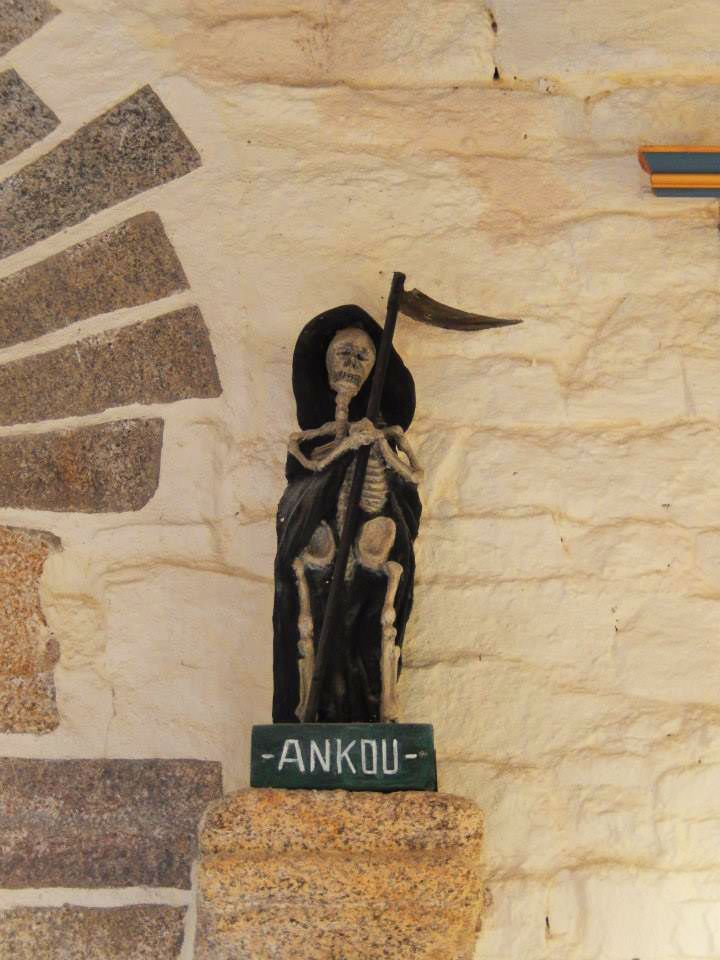
Ankou, figure de la mythologie bretonne, dans la chapelle de St Fiacre au Cabellou en Concarneau.

La mythologie française est l'étude des personnages et événements légendaires dont les exploits sont relatés en région Française et qui sont associés à des croyances ou à des rites. Si l'on connaît bien les mythologies antiques européennes (mythologie grecque, scandinave, romaine...), les aspects spécifiquement français de la mythologie sont plus flous et moins structurés.
Le premier à se pencher sur ce domaine d'étude est l'abbé Bullet, dans son ouvrage intitulé Dissertation sur la mythologie française publié en 1771. À l'époque contemporaine, leur étude systématique a été véritablement lancée par Henri Dontenville qui lui consacre sa thèse de doctorat, publiée en 1948 sous le titre La Mythologie française. Henri Dontenville crée ensuite (1950) la Société de mythologie française (SMF) qui a pour objectif d'inventorier, étudier et promouvoir le patrimoine légendaire sous toutes ses formes. L'idée de départ était de compenser l'influence de la mythologie germanique structurée par les frères Grimm. Henri Dontenville publie de nombreux ouvrages. À titre d'exemple, une étude sur le personnage de Gargantua, dont il fait remonter l'origine non à François Rabelais mais à un « démiurge géant qui façonne notre sol, émanation du Dieu suprême des Gaulois qui fut Belenos, l'Apollon des Grecs et des Latins » dont on retrouve des avatars dans diverses légendes locales en Bretagne ou dans les Cévennes.
Le folklore qui a cours en France s'est nourri à des sources variées, accumulées au fil des siècles, mais certains épisodes relatifs par exemple à la vie des saints ou à des animaux mystérieux sont typiques de la France. On les retrouve dans des récits historiques ou romanesques, vies de saints locaux, chansons de geste, etc. Les textes de loi reprennent aussi parfois d'anciens usages, et les superstitions qui influent dans la vie renvoient à d'anciennes croyances.